# ヘマトキシリン
ヘマトキシリン（英: Haematoxylin、カラーインデックス名:Natural Black 1, C.I. 75290）は、アカミノキの心材から抽出される染料である。酸化によりヘマテインとなり、Al(III)やFe(III) と錯塩を形成して強く青に発色する。媒染剤により色調が異なり、アルミニウムの場合には青白色、鉄の場合には青黒色となる。

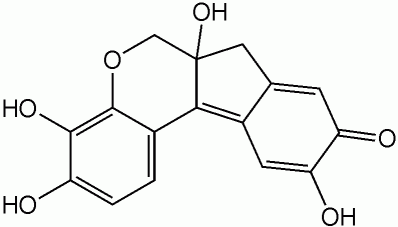
ヘマテイン（ヘマトキシリンが酸化されたもの）

## 組織染色

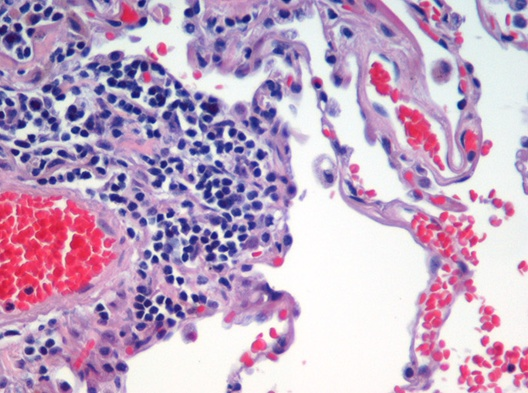
ヘマトキシリン・エオシン染色した肺気腫の組織像。ヘマトキシリンによって青紫に染色されているのが細胞核である。

顕微鏡下で組織切片を観察するための染色法として、エオシンと共に用いるヘマトキシリン・エオシン染色がよく使われている。この場合、ヘマトキシリンは主に細胞核を強く染色する。
ほかにリンタングステン酸・ヘマトキシリン染色も比較的よく使われている。

## 供給難
ヘマトキシリンの生産はほぼ完全にアカミノキの栽培に依存しているため、
時折供給不足がおきることがあり、1920年代後半や1970年代前半には深刻な供給難に陥った。
最近では2008年前半に診断コストに影響するほど色素の価格が高騰したが、
依然として病理検査で使われている。
代替色素としてはセレスチンブルー(CI 51050)、ガロシアニン(CI 51030)、ガレイン(CI 45445)、エリオクロムシアニンR(CI 43820)などが挙げられており、これらはいずれもFe(III)を媒染剤としている。